# Elohim
Elohim (en hebreo: אֱלֹהִים [eloˈ(h)im]] (escuchar)ⓘ es una palabra hebrea que generalmente se refiere a deidad, en particular (pero no siempre) al Dios de Israel y que en ocasiones se utiliza como plural para "dioses".
Elohim es el plural de Eloah 
y este está relacionado con el dios Ēl. Es afín a la palabra 'L-h-m que se encuentra en ugarítico, donde se usa en el panteón para los dioses cananeos, hijos de Ēl, y se vocaliza "Elohim".
Dado que es utilizada en el Tanaj como una forma de referirse también a Yahveh, los eruditos indican que dicha expresión es utilizada en los textos como un plural mayestático, o el superlativo de Dios.

Estos son los orígenes de los cielos y de la Tierra cuando fueron creados, el día en que el Elohim Yahveh hizo la Tierra y los cielos.
Génesis 2:4

Además, la misma expresión es utilizada para referirse al conjunto de entidades consideradas divinas, pero distintas de Yahveh:

Dios «Elohim» está en la reunión de los dioses «elohim»; en medio de los dioses «elohim», él juzga.
Salmos 82

Según algunos críticos del cristianismo, la forma Elohim hace referencia al politeísmo cananeo heredado por los judíos cuando se estaba redactando la Torá.

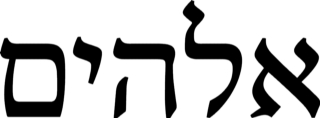
Elohim en escritura hebrea: las letras son aleph-lamed-he-yud-mem.

## Etimología
El término Elohim ha sido explicado como el plural derivado de Ēl, o una forma plural de Eloah. A pesar del desacuerdo respecto al método de derivación, en hebreo arcaico la palabra genérica para «Dios» era «Ēl» al igual que ocurre con cualquier lengua de raíz cananea. La forma extendida ʾlh, 
significa "estar al frente/a la cabeza" vocalizada eLeh, iLah o Lah.
En arameo bíblico ʼĔlāhā y en siríaco Alaha significa Dios, que pasó al árabe como ilāh con el mismo significado, añadiendo el artículo determinado forma el singular Al-ilāh (Alá [El (único) Dios]). A los dioses del panteón cananeo se les conocían en conjunto 'l-h-m vocalizado 'iLhm  y en el ugarítico eLohim. En épocas posteriores se acuñó la forma singular Eloah, dando lugar a un gramaticalmente correcto Elohim. Lagrange sostiene que tanto Elohim como Eloah son derivados de Ēl. Tradiciones bíblicas en pasajes no referentes a Yahveh traducen Ēl como "poderoso" y convencionalmente Elohim como "los poderosos".
Durante una era de sincretismo religioso, se aceptó entre el pueblo israelita considerar al dios cananeo Ēl como el mismo Yahweh. De hecho, a medida que esta idea se hizo prevalente en la religión del pueblo israelita, pronto se pensó que Ēl había sido siempre la misma deidad Yahweh. Ēl entra en la esfera de la revelación con el epíteto Shaddai, que es peculiar de la religión patriarcal.

Y erigió [Jacob] allí un altar y lo llamó Ēl-elohi-Israel. «Ēl, dios de Israel»
Génesis 33:20

Me revelé a Abraham, a Isaac y a Jacob como El Shaddai, pero no me conocían por mi nombre Yahweh.
Éxodo 6:3

Nombres teofóricos como los profetas Elías (אליהו Ēl es Yahw, apócope de Yahweh) o Joel (יואל Yw es Ēl) reflejan esta situación.
Los israelitas en algún momento comenzaron a ver a los cananeos como adherentes de una fe completamente separada e idólatra que competían con ellos. Con el tiempo, Ēl había sido degradado a ídolo (al igual que su panteón conocido como 'l-h-m) fortaleciendo la posición de Yahweh como dios nacional. 

Si no les parece bien servir a Yahweh, decidan a quién servir: si a los dioses «Elohim», a los que sus antepasados servían a orillas del Éufrates, o a los dioses «Elohim» de los amorreos cuya tierra habitan
Libro de Josué 24.15

¿Quién en los cielos se igualará a Yahweh? ¿Quién será semejante a Yahweh entre los hijos de Ēl? Dios «Ēl» temible en el congreso divino, Y formidable sobre todos cuantos están alrededor.
Salmos 89:6-7

Alaben a Yahweh, porque es bueno; Porque para siempre es su misericordia. Alaben al dios «Elohi» de los dioses «Elohim», Porque para siempre es su misericordia Salmos (136:1-3). Alaben a Dios «Ēl» del cielo, Porque para siempre es su misericordia (136:26).
Salmos 136

En los últimos profetas del judaísmo, Yahweh fue singular y otra forma de divinidad o adoración fue inconcebible. 

Así dice el Dios «Ēl» Yahweh...
¡Yo soy Yahweh, este es mi nombre! mi gloria a otro nombre no daré, ni mi alabanza a imágenes o esculturas .
Isaías 42

## Descripción
Es la denominación con la característica para referirse a Dios, que utiliza la tradición elohísta en el Pentateuco. En el relato yavista de la creación Génesis y en Éxodo aparece la expresión Yahveh-Elohim. Parece originarse por adición de Elohim a Yahveh, que pertenece al estrato literario más primitivo.

### Hipótesis del plural mayestático
Según la hipótesis del plural mayestático, el estrato elohísta es relativamente moderno (siglo VIII a. C.) respecto al yahvista (siglo X a. C.), ya que en sus escritos se observa una mayor elaboración teológica. Destaca la relación exclusiva entre el Dios de Israel y pueblo que pertenece a ese Dios. La palabra Elohim es un título, no un nombre personal. En los textos hebreos, cuando se refiere al Dios de Israel es acompañado por el artículo definido "ha" (el, la, los, las); "Ha Elohim" se traduce literalmente como "los Dioses". No obstante es interpretado como "el Dios" y cuando se asigna un atributo a Elohim este está en número singular, por ejemplo en el Salmo 7: 10 (7: 9 en otras traducciones) "Elohim tsaddiq" (Literalmente: "Dioses justo". Se traduce apropiadamente: "Dios justo"). En las treinta y cinco veces que aparece en el relato de la creación el verbo que describe lo que dijo o hizo está cada vez en singular.
El hebreo bíblico tiene la característica de expresar en plural no únicamente la multiplicidad, sino también la magnitud, la extensión o hasta la dignidad. Se trataría simplemente de lo que se conoce en gramática como «pluralis excellentiae» o «pluralis maiestatis», una forma de plural abstracto, que resume las características variadas inherentes al concepto, más el sentido secundario de intensificación del significado original. También el título "rey" recibe un uso similar al aplicarse en plural a un único rey humano.

### Hipótesis del plural "dioses"
Los antiguos semitas creían que el mundo estaba rodeado, penetrado y gobernado por Elohim, incontables seres activos, análogos a los espíritus de los nativos. Referente a la hipótesis de la palabra Elohim como el plural "dioses", según los partidarios de la hipótesis del plural mayestático, sería difícil de mantener en un texto como el del Pentateuco, que representaría una apología contra el politeísmo. 
Una teoría sugiere que el concepto de divinidad experimentó cambios radicales en el período temprano de la identidad israelita y el desarrollo de la religión hebrea antigua. En este punto de vista, la ambigüedad del término singular/plural es el resultado de tales cambios, es decir, la reinterpretación de los dioses de la monolatría Yahvista  del siglo VII al siglo VI a. C. en el Reino de Judá y durante el cautiverio babilónico, y más allá en términos de monoteísmo por el surgimiento del judaísmo rabínico del siglo II d. C.

## El uso de la palabraElohim
Los hebreos utilizaron varios términos para nombrar a Dios: El, Eloah y Elohim; además usaban el nombre propio Yahveh. Se encuentra escrito en el Antiguo Testamento: Elohim, 2.500 veces; Eloah, 57 veces; El, 226 veces y Elim, 9 veces. Yahveh algo más de seis mil veces.
El término Elohim no se encuentra en todas las etnias semitas; sólo los arameos parecen haber tenido una forma análoga (Elahín).

## Pluralidad del nombreElohim
El principal punto que se torna en discusión sobre el nombre Elohim es en lo referente a que se encuentra en forma plural, lo cual ha desencadenado una multitud de interpretaciones, si acaso es la Trinidad, o si acaso se refiere a un ángel, etc. Cuando se analiza el pensamiento judío dentro del cual se deriva este nombre vemos que en la Torá nuestro Elohim es claro que Ēl es Ejad (un, una, uno, unido, primero); la derivación plural de Ēl -> Elohim lo que demuestra es la pluralidad en cuanto a la excelencia del Único Dios, las manifestaciones y el poder omnipotente, omnipresente y omnisciente de Yahweh.
La mejor explicación a este plural según Dietrich  es tratarlo como un plural de magnificencia, que es usado para denotar la ilimitada grandeza en el שמים (cielo) y מים (agua).
El plural significa por tanto, la infinita plenitud de Fuerza y Poder que descansa en el ser Divino, según interpretaciones religiosas.
El plural Elohim אלהים es peculiar en el Antiguo Testamento; aparece solo en hebreo antiguo y no en ninguna otra lengua semítica. Es a lo largo del AT el título primario de Yahweh y de hecho es usado con especial énfasis en los salmos elohísticos, llamados así por su uso.
Pero añadiendo algo más a los misterios que rodean al uso de todos los nombres de Dios en el AT, tenemos que אלוהים puede ser usado también para designar a dioses paganos e incluso es usado una vez para referir a una manifestación o visión de alguien ya muerto en 1.ª de Samuel 28:13